# Luis Omar Valencia
Luis Omar Valencia (Puerto Tejada, Cauca, Colombia; 6 de septiembre de 1978) es un exfutbolista colombiano. Jugaba de mediocampista.

## Goles Olímpicos
Transcurría el año 2001 cuando logra anotar su primer gol olímpico en el arco sur del Estadio Jaime Morón en el encuentro entre Real Cartagena y el Deportivo Independiente Medellín.
Luego de 15 años, el 16 de marzo de 2016 convierte su segundo gol olímpico en el Estadio Pascual Guerrero en el encuentro entre el Atlético F.C y Orsomarso S.C válido por la 4 fecha de la segunda división colombiana.

## Clubes
| Club                   | País      | Año       |
| ---------------------- | --------- | --------- |
| Univalle               | Colombia  | 1998      |
| América de Cali        | Colombia  | 1998-1999 |
| Real Cartagena         | Colombia  | 2000-2002 |
| Deportivo Pasto        | Colombia  | 2002-2003 |
| Atlético Bucaramanga   | Colombia  | 2004      |
| Once Caldas            | Colombia  | 2004      |
| Real Cartagena         | Colombia  | 2005      |
| Universidad San Martín | Perú      | 2006      |
| Once Caldas            | Colombia  | 2007      |
| Deportivo Pasto        | Colombia  | 2007      |
| Deportes Quindío       | Colombia  | 2008      |
| Envigado F. C.         | Colombia  | 2008      |
| Deportivo Cali         | Colombia  | 2009      |
| Monagas                | Venezuela | 2010      |
| Atlético Bucaramanga   | Colombia  | 2011      |
| Patriotas Boyacá       | Colombia  | 2012      |
| Atlético               | Colombia  | 2015-2016 |

## Palmarés

### Títulos internacionales
| Título          | Club            | País     | Año  |
| --------------- | --------------- | -------- | ---- |
| Copa Merconorte | América de Cali | Colombia | 1999 |